# Арутюнова Каріне В'ячеславівна
Каріне В'ячеславівна Арутюнова (народилась 26 вересня 1963, Київ) — українська та ізраїльська російськомовна письменниця, художниця.

## Біографія
Каріне Арутюнова народилася 26 вересня 1963 року в Києві в вірмено-єврейській родині. У 1994 році емігрувала до Ізраїлю. З 2008 року живе в Тель-Авіві та Києві.
В 2009 році київським видавництвом «Наіри» була випущена перша книга Каріне Арутюнової (під псевдонімом Мерче) «Ангел Гофман и другие», наклад 200 екз. 
У 2011 році в «сліпій дегустації» Російського книжкового союзу, в якій дев'ять експертів з петербурзьких видавництв «наосліп» оцінювали якість художньої мови текстів восьми письменників, Каріне Арутюнова з розповіддю «Фора» посіла третє місце, поступившись Сергію Довлатову (оповідання «Куртка Фернана Леже») і Алісі Ханцис (фрагмент роману «І в'януть троянди в спеку січневу») і обігнавши Захара Прілєпіна (фрагмент оповідання «Жилка»), Тетяну Дагович (фрагмент роману «Осередок 402»), Бориса Акуніна (фрагмент роману «Фантастика», Тетяну Устинову (уривок з роману «Завжди говори "завжди"»), Кирила Бенедиктова (фрагмент роману «Блокада»). Арутюнова також «перевершила» Льва Толстого, написавши 16-рядкове речення і поставивши в ньому 36 тире і 68 ком.
Віктор Топоров писав у 2012 році про Каріне Арутюнову:
|  | Арутюновій властива та рідкісна і тому подвійно цінна якість, властива, насамперед, справжнім художникам, яку Мандельштам назвав «хижим окоміром» <...>. Йдеться, зрозуміло, не про «перспективу», якій навчають у гуртках малювання, і не про «пропорції», а про свідоме - і свідомо хиже - нехтування і тим, і іншим. Причому палітра Арутюнової - кольорова, але переважає тут не якась там безневинна берлінська лазур, а груба охра. Обидві книги носять демонстративні назви: «Попіл червоної корови» - перша і «Скажи червоний» - друга <...>. Напіввірменка, напівєврейка, Арутюнова поїхала з різнобарвного, але незмінно барвистого, рідного Києва в кричущо-червоний Тель-Авів, повернулася до Києва - і ось випустила книгу в гранітно-сірому Петербурзі - на диво всієї Європи, як неодмінно пожартував би Пушкін. На диво і на заздрість. Розповіді Арутюнової, які географічно і метафізично повторюють контур її поневірянь, можуть на перший погляд здатися психологічними етюдами (частково - в ізраїльській частині - і лінгвістичними етюдами: тут засобами російської мови майстерно відтворюється іврит, їдиш і ладіно), проте це не так. Перед нами, повторюю, насамперед, вірші в прозі. |

## Літературні премії
- Фіналістка ізраїльського літературного конкурсу «Мала проза» (2009)
- Лауреат літературного конкурсу пам'яті поета Урі Цві Грінберга в номінації «Поезія» (2009)
- Шорт-лист Премії Андрія Бєлого в номінації «Проза» (2010, збірка оповідань «Ангел Гофман та інші»)
- Лонг-лист премії «Велика книга» (2011, книга «Попіл червоної корови»)
- Шорт-лист премії «Рукопис року» (2011, рукопис «Ті, що пливуть по хвилях»)
- Лауреат премії НСПУ ім. Володимира Короленка (2017, книга "Цвет граната, вкус лимона")[3]

## Текст заголовка
Авторка любить читати книги. Найбільший вплив в юності на неї справила «Молода гвардія» Олександра Фадєєва. Улюблені автори: Альбер Камю, Генріх Белль. Про це вона розповіла в одному з інтерв'ю:
|  | Тому що це задоволення. Перш за все чуттєве, але інтелектуальне теж може бути чуттєвим. Скільки себе пам'ятаю, завжди вважала за краще насолоду боргу. У школу, а до того в дитячий сад, старанно носила книги з домашньої бібліотеки - завжди було важливим взяти з собою улюблену книжку в казенне місце, щоб зробити його терпимим. Книги - відмінна приправа для прісного і досить монотонного перебігу життя. Приправа, розрада, забуття. Без них все було б інакше. Я не уявляю, як це - без книг. |